# Leioproctus spathigerus
Leioproctus spathigerus là một loài Hymenoptera trong họ Colletidae. Loài này được Michener mô tả khoa học năm 1989.